# Telefonförsäljning
Telefonförsäljning, innesälj eller telemarketing är försäljningsmetoden att via telefon marknadsföra och sälja en produkt eller tjänst till en målgruppsinriktad eller en slumpvis utvald person.
I Sverige regleras telefonförsäljning av en rad lagar, bland annat lagen om distansavtal och avtal utanför affärslokaler (särskilt ångerrätten) och marknadsföringslagen.

## Historia
Den första organiserade telefonförsäljningen inleddes i USA år 1908 då annonser i telefonkataloger såldes via telefon. Bilföretaget Ford utvecklade på 1960-talet det som betraktas som den första telefonförsäljningsverksamheten. Företagets representanter ringde upp potentiella kunder, inte i första hand för att sälja bilar, utan för att kartlägga marknaden för att sälja på sikt. År 1978 gjordes den första stora satsningen på telefonförsäljning i Sverige, då det amerikanska konceptet Gula sidorna lanserades av företaget ITT. I mitten av 1980-talet startades ett antal småföretag som har kommit att utvecklas till storföretag inom telefonförsäljningsbranschen, såsom Teleperformance Nordic. År 1987 fanns sammanlagt 52 telefonförsäljningsföretag i Sverige. Tillsammans omsatte de 87,9 miljoner kronor och sysselsatte 438 helårsanställda. År 1992 identifierades 78 telefonförsäljningsföretag som tillsammans omsatte 347 miljoner kronor och hade 870 helårsanställda. År 1999 uppskattades det att den svenska callcenterbranschen sysselsatte omkring 18.000 personer. Omsättningen inom telefonförsäljning genom så kallad outsourcing uppgick till omkring fem miljarder kronor år 2004. Omkring 13.000 personer var anställda i branschen. Av dessa arbetade 34 procent deltid. Antalet säljare i så kallad inhouseverksamhet uppskattades till omkring 80 000 personer, varav 16 procent arbetade deltid.

## Telefonförsäljning i Sverige

### Svenskt regelverk
Marknadsföringslagen (1995:450) innehåller den grundläggande regleringen av reklam och annan marknadsföring i Sverige. Lagen bygger på tanken att marknadsföring skall uppfylla god marknadsföringssed och vara tillbörlig mot såväl konsumenter som näringsidkare. Den är tillämplig oavsett vilken metod för kommunikation som används vid marknadsföringen, även telefon. Lagen innehåller därutöver särskilda regler om under vilka förutsättningar telefon och andra metoder för individuell kommunikation på distans får användas vid marknadsföring. I lagen om distansavtal och avtal utanför affärslokaler (2005:59) finns också bestämmelser om informationskrav och ångerrätt vid distansavtal om varor och tjänster. Även lagen (2003:389) om elektronisk kommunikation och personuppgiftslagen (1998:204) innehåller bestämmelser som ofta berör telefonförsäljning.

### Svenska statliga utredningar

#### Telefonförsäljning: 2005 års marknadsföringsutredning (SOU 2007:1)
År 2007 konstaterade en statlig svensk utredning, telefonförsäljningsutredningen, att det förekom problem i form av ofrivillig avtalsbindning och liknande förfaranden vid telefonförsäljning. Problemen hade då under flera år varit koncentrerade till marknadsföring av i första hand telefoni och andra elektroniska kommunikationstjänster. Problem förekom dock i växande grad också vid annan telefonförsäljning, särskilt försäljning av abonnemang av produkter såsom underkläder och hälsokostmedel. Det var enligt utredarna "ett mindre antal väl identifierade företag som skapar det större antalet problem" vid telefonförsäljning.
Enligt utredningens bedömning gav reglerna om ångerrätt och liknande ett gott skydd mot ofrivillig avtalsbindning. De problem som ändå hade identifierades berodde således inte i första hand på brister i lagar och regler, enligt utredningen, utan på att reglerna inte efterlevs, vilket i sin tur antogs bero på ett otillräckligt sanktionssystem eller på att tillsynen inte är tillräckligt effektiv. En annan anledning till att det förekom var att kunskapen om och förståelsen för hur avtal ingås brast hos vissa konsumenter, menade utredarna.
De förslag som telefonförsäljningsutredningen gav för att komma till rätta med de konstaterade problemen vid telefonförsäljning var att tillsynsfrågorna skulle ges en hög prioritet hos Konsumentverket och konsumentombudsmannen. "En sådan förstärkt tillsynsverksamhet ligger väl i linje med den delvis nya inriktning av verksamheten vid Konsumentverket/KO mot en mer aktiv tillsyn över den konsumenträttsliga lagstiftningen", skrev man bland annat i sitt slutbetänkande.

#### Ett stärkt konsumentskydd vid telefonförsäljning (SOU 2015:61)
År 2015 lämnades ett betänkande från en statlig svensk utredning inledd 2013, där det bland annat föreslogs ett skriftlighetskrav vid telefonförsäljning. I februari 2018 lämnade Sveriges regering en lagrådsremiss med ett lagförslag om ett skriftlighetskrav vid telefonförsäljning för att stärka konsumentskyddet. Lagen föreslogs träda i kraft 1 september 2018.

### Arbetsmiljö
Telefonförsäljning är ofta det första yrket för många ungdomar. Tidigare hade yrket problem med arbetsmiljöskador med stor belastning på nacke, axlar, ögon och öron. Detta har minskat efter att de anställda fått lätta hörlurar, justerbara arbetsbord och mer pauser.
Ungefär var fjärde callcenteroperatör har i olika studier rapporterat besvär från ögonen. Detta kan bero på att arbetet med bildskärm är synkrävande i kombination med icke optimala synförhållanden eller synfel hos individen. För att uppnå goda synförhållanden rekommenderar Arbetsmiljöverket att ljusmiljön i callcenter ska anpassas till aktuella arbetsuppgifter och att ögonen inte tröttas av att ständigt behöva fixera på nära håll (dokument, bildskärm) eller störs av bländning och reflexer. Dåliga synförhållanden kan leda till olämpliga arbetsställningar, ögon- och nackbesvär eller huvudvärk och trötthet. Dåliga synförhållanden leder också ofta till dåligt arbetsresultat, enligt myndigheten. Som en lagom avvägd belysningsnivå brukar 300-500 lux anges.
Arbetsstol och bord ska lätt kunna anpassas till den som använder dem. Det är särskilt viktigt att möblerna är lätta att justera om arbetsstationen används av olika personer. Bra arbetsmöbler medger att man kan variera sin arbetsställning.
Eftersom telefonsamtal med kunder upptar en stor del av arbetsdagen får ljudnivån i lokalen inte vara för hög. Andra människors tal kan störa redan vid låga ljudnivåer. Störande ljud leder till trötthet och minskar prestationsförmågan. Dämpande åtgärder, såsom textilier och avskärmningar, kan minska störningar. Även lämplig teleutrustning, med god ljudkvalitet och spärrar mot starka ljud som kan orsaka obehag, bidrar till detta. Det finns headset med lur för ett öra eller med lurar för båda. Enligt Arbetsmiljöverket bör säljarna kunna använda båda varianterna.
Ventilationsanläggningen i en lokal för telefonförsäljning ska enligt Arbetsmiljöverket vara anpassad och underhållen med tanke på den verksamhet som pågår, t. ex. vad gäller arbetstiderna i callcentret. Det är ofta fördelaktigt att förbättra ventilationen utöver de hygieniska minimikraven, menar myndigheten.

## Internationellt regelverk
Någon generell internationell lag om telefonförsäljning saknas, trots att telenätet är globalt. Internationella handelskammaren (ICC) som bildades år 1919 och har över 7.000 medlemsföretag i omkring 130 länder, har emellertid tagit fram uppförandekoder som gäller för deras medlemmar. Uppförandekoderna kallas för "ICC:s regler för reklam och marknadskommunikation" och är samlade i ett konsoliderat regelverk som innehåller dels allmänna bestämmelser, dels särskilda bestämmelser om bland annat säljfrämjande åtgärder, direktmarknadsföring, reklam och marknadsföring med hjälp av telefon.
ICC:s konsoliderade regelverk innehåller specifika regler för marknadsföring med telefon. Artikel D9.1.1 innebär en skyldighet för säljaren att genast identifiera sig och det företag som han eller hon representerar, uppge syftet med samtalet och avsluta samtalet på ett hövligt sätt, bl.a. om mottagaren inte vill fortsätta samtalet. Konsumenten ska vidare kunna identifiera det uppringande företagets telefonnummer om konsumentens telefon har stöd för nummerpresentation. När ett telefonsamtal resulterar i en beställning har konsumenten rätt att få en bekräftelse av avtalet. Bekräftelsen skall vara skriftlig eller i en annars varaktig form. Det föreskrivs att övervakning av samtal, inklusive inspelning, endast får ske för vissa specifika ändamål, bland annat för att säkra bevisning om ett ingånget avtal. Regelverket innehåller särskilda bestämmelser om automatisk uppringningsutrustning som syftar till att så kallade "tapp", alltså tysta samtal, skall undvikas i så stor utsträckning som möjligt.

## Teknik för telefonförsäljning
Om ett callcenter har en automatisk dialer (datoriserad uppringare) kan de använda sig av flera olika ringlägen när de ringer ut. Vilket ringläge som fungerar bäst beror till exempel på vilken typ av projekt man ringer på och hur många säljare som finns inloggade och tillgängliga för att ta samtal. Det förutsätter också att det finns adressmaterial inläst i systemet/dialern.
Tidigare användes i regel ISDN-teknik för att koppla upp callcentrets telefonväxel mot det allmänna telenätet. Idag är det vanligt att fiberbaserade eller andra snabba bredbandsanslutningar används för att koppla upp samtalen över internet genom VoIP och IP-telefoni.

### Uppringningslägen
Dialers med automatiska eller halvautomatiska uppringningssystem är vanliga på moderna callcenter. En dialer är ofta en stor investering men kan kraftigt effektivisera arbetet med telefonförsäljning. I de mest påkostade systemen finns fyra olika ringlägen i vilket uppringande kan göras:

#### Preview
Ringläget preview möjliggör för säljaren att först titta på kundens information innan säljaren väljer att ringa upp denne. Preview-läget är till exempel mycket bra om det finns mycket historik om kundens tidigare produkter/tjänster vilka då är viktiga att känna till för att kunna erbjuda kunden rätt produkt till rätt pris. Säljaren behöver då inte slå numret manuellt utan trycker bara på "Ring", så ringer dialern upp detta nummer.

#### Progressive
Progressive är ett läge där samtalen kopplas fram till säljaren automatiskt när kunden svarar. Säljaren kan då inte titta på kundens information innan denne ringer. I ringläget progressive kan det inte bli några tappade samtal, då dialern tilldelar en telefonlinje per säljare och nästa samtal till kund görs först när det tidigare försöket är färdigt. Detta ringläge kan användas på både små och stora projekt.

#### Predictive dialer
Predictive- eller powerläget (benämningarna varierar) är en funktion som finns i marknadens mest avancerade dialersystem. Det används med fördel i medelstora och stora projekt där antalet säljare är fler än fem. Läget ser till att öka effektiviteten då dialern tillåts använda fler telefonlinjer än säljare och via en algoritm som är inbyggd i mjukvaran använder sig dialern av statistik baserad på hela gruppen för att räkna ut när nästa samtalsförsök skall göras. Syftet med läget är att se till så att väntetiden för säljarna mellan samtalen blir så kort som möjligt. Exempelvis om det är tio säljare inloggade på projektet så tillåts dialern använda 15 telefonlinjer för att ringa ut. Dialern räknar då ut när nästa samtal ska ringas utifrån den statistik som dialern har samlat på sig. Med hjälp av en predictive dialer kan företagen ringa upp fler kunder än det finns säljare på plats och därmed markant minska väntetiden mellan samtalen för säljaren. Eftersom predictive-läget använder fler linjer än det finns säljare händer det att det uppstår "tapp" eller "tysta samtal". Ett "tapp" innebär att dialern har fått svar av en kund men inte har någon ledig säljare att koppla samtalet till, istället läggs luren på. Därav namnet "tyst samtal". Telemarketingföretaget utnyttjar då det faktum att många inte vill lägga på "i örat", utan istället väntar och ropar "hallå" tills någon svarar på andra sidan. Själv lägger dock dialern på "i örat" på de människor som ringts upp, om tapp uppstår. Det går att låta dialern läsa upp en fras som får kunden att vänta på en säljare.

### Cold calling
Cold calling är en försäljningsmetod där förväntade kunder kontaktas per telefon utan föregående kontakt och kunden heller inte har begärt att bli kontaktad. Kallas även "kallkunds-bearbetning".

## Intresseorganisationer

### Fedma
The Federation of European Direct and Interactive Marketing (Fedma) bildades år 1997 och har som syfte att fungera som ett språkrör för den europeiska direktmarknadsföringsbranschen. Fedma har tagit fram ett antal uppförandekoder inom området direktmarknadsföring.
Inom Fedma antogs år 1999 riktlinjer för användningen av tele- fon vid marknadsföring, European guidelines for the use of the telephone as a marketing medium by business. Riktlinjerna innehåller bestämmelser om bl.a. vilken information som skall lämnas vid marknadsföring och försäljning via telefon, begränsningar när det gäller tidpunkter för påringning, användningen av automatiska uppringningsanordningar, inspelning av telefonsamtal och skyldighet att respektera s.k. Robinsonregister, som NIX-Telefon.

### Swedma
I Sverige finns Swedish Direct Marketing Association (Swedma) som bildades år 1968 och är intresseorganisation för företag och organisationer som tillhandahåller tjänster och produkter inom direktmarknadsföringsområdet. Swedma har utarbetat uppförandekoder, bl.a. för telemarketing, och är en av huvudmännen bakom NIX-Telefon. Sveriges Callcenterförening (SCCF) bildades år 2001 och är branschorganisation för företag och organisationer som bedriver.